# The Piper's Price
The Piper's Price é um filme mudo norte-americano de 1917, do gênero drama, dirigido por Joe De Grasse e estrelado por Lon Chaney. Foi o primeiro de uma série de filmes, co-estrelado por William Stowell e Dorothy Phillips.

## Elenco
- Dorothy Phillips[2] - Amy Hadley
- Maude George - Jessica Hadley (como Maud George)
- Lon Chaney - Billy Kilmartin
- Claire Du Brey - empregada de Jessica
- William Stowell - Ralph Hadley